# ویل بویل
ویل بویل (انگلیسی: Will Boyle؛ زادهٔ ۱ سپتامبر ۱۹۹۵) بازیکن فوتبال اهل بریتانیا است.
از باشگاه‌هایی که در آن بازی کرده‌است می‌توان به باشگاه فوتبال یورک سیتی، باشگاه فوتبال مکلسفیلد تاون، باشگاه فوتبال چلتنهام تاون، باشگاه فوتبال کیدرمینستر هاریرس، باشگاه فوتبال کیلمارنوک، و باشگاه فوتبال هادرزفیلد تاون اشاره کرد.